# Basic Instinct (bande originale du film)
Pour les articles homonymes, voir Basic Instinct (homonymie).
Albums de Jerry Goldsmith
Medicine Man
(1992) Mom and Dad Save the World
(1992)
Basic Instinct est la bande originale du film éponyme de Paul Verhoeven sorti en 1992. Elle a été composée par Jerry Goldsmith.
En 1993, la composition est nommée aux Oscars.
L'album initial, composé de 10 titres, sort en 1992 chez Varèse Sarabande. Une version plus complète sera éditée en 2004 chez le label Prometheus puis Quartet Records sort en 2015 une version dite « expanded » en 2 CD.
| No  | Titre                                  | Durée |
| --- | -------------------------------------- | ----- |
| 1.  | Main Title (Theme From Basic Instinct) | 2:15  |
| 2.  | Crossed Legs                           | 4:50  |
| 3.  | Night Life                             | 6:03  |
| 4.  | Kitchen Help                           | 3:59  |
| 5.  | Pillow Talk                            | 5:00  |
| 6.  | Morning After                          | 2:29  |
| 7.  | The Games Are Over                     | 5:36  |
| 8.  | Catherine's Sorrow                     | 2:41  |
| 9.  | Roxy Loses                             | 3:17  |
| 10. | An Unending Story                      | 7:56  |

## Édition complète
| The Complete Original Motion Picture Soundtrack | The Complete Original Motion Picture Soundtrack | The Complete Original Motion Picture Soundtrack | The Complete Original Motion Picture Soundtrack | The Complete Original Motion Picture Soundtrack | The Complete Original Motion Picture Soundtrack | The Complete Original Motion Picture Soundtrack | The Complete Original Motion Picture Soundtrack | The Complete Original Motion Picture Soundtrack | The Complete Original Motion Picture Soundtrack |
| No                                              | Titre                                           | Durée                                           |                                                 |                                                 |                                                 |                                                 |                                                 |                                                 |                                                 |
| ----------------------------------------------- | ----------------------------------------------- | ----------------------------------------------- | ----------------------------------------------- | ----------------------------------------------- | ----------------------------------------------- | ----------------------------------------------- | ----------------------------------------------- | ----------------------------------------------- | ----------------------------------------------- |
| 1.                                              | Main Title                                      | 2:13                                            |                                                 |                                                 |                                                 |                                                 |                                                 |                                                 |                                                 |
| 2.                                              | First Victim                                    | 1:39                                            |                                                 |                                                 |                                                 |                                                 |                                                 |                                                 |                                                 |
| 3.                                              | Catherine & Roxy                                | 5:14                                            |                                                 |                                                 |                                                 |                                                 |                                                 |                                                 |                                                 |
| 4.                                              | Shadows                                         | 0:41                                            |                                                 |                                                 |                                                 |                                                 |                                                 |                                                 |                                                 |
| 5.                                              | Profile                                         | 0:49                                            |                                                 |                                                 |                                                 |                                                 |                                                 |                                                 |                                                 |
| 6.                                              | Don't Smoke                                     | 2:26                                            |                                                 |                                                 |                                                 |                                                 |                                                 |                                                 |                                                 |
| 7.                                              | Crossed Legs                                    | 4:49                                            |                                                 |                                                 |                                                 |                                                 |                                                 |                                                 |                                                 |
| 8.                                              | Beth & Nick                                     | 2:21                                            |                                                 |                                                 |                                                 |                                                 |                                                 |                                                 |                                                 |
| 9.                                              | Night Life                                      | 6:03                                            |                                                 |                                                 |                                                 |                                                 |                                                 |                                                 |                                                 |
| 10.                                             | Home Visit                                      | 1:13                                            |                                                 |                                                 |                                                 |                                                 |                                                 |                                                 |                                                 |
| 11.                                             | Your Wife Knew                                  | 1:44                                            |                                                 |                                                 |                                                 |                                                 |                                                 |                                                 |                                                 |
| 12.                                             | Untitled                                        | 0:52                                            |                                                 |                                                 |                                                 |                                                 |                                                 |                                                 |                                                 |
| 13.                                             | That's Real Music                               | 0:27                                            |                                                 |                                                 |                                                 |                                                 |                                                 |                                                 |                                                 |
| 14.                                             | One Shot                                        | 1:27                                            |                                                 |                                                 |                                                 |                                                 |                                                 |                                                 |                                                 |
| 15.                                             | Kitchen Help                                    | 3:58                                            |                                                 |                                                 |                                                 |                                                 |                                                 |                                                 |                                                 |
| 16.                                             | Pillow Talk                                     | 4:59                                            |                                                 |                                                 |                                                 |                                                 |                                                 |                                                 |                                                 |
| 17.                                             | Morning After                                   | 2:29                                            |                                                 |                                                 |                                                 |                                                 |                                                 |                                                 |                                                 |
| 18.                                             | Roxy Loses                                      | 3:37                                            |                                                 |                                                 |                                                 |                                                 |                                                 |                                                 |                                                 |
| 19.                                             | Catherine's Sorrow                              | 2:41                                            |                                                 |                                                 |                                                 |                                                 |                                                 |                                                 |                                                 |
| 20.                                             | Wrong Name                                      | 2:22                                            |                                                 |                                                 |                                                 |                                                 |                                                 |                                                 |                                                 |
| 21.                                             | She's Really Sick                               | 1:31                                            |                                                 |                                                 |                                                 |                                                 |                                                 |                                                 |                                                 |
| 22.                                             | It Won't Sell                                   | 1:02                                            |                                                 |                                                 |                                                 |                                                 |                                                 |                                                 |                                                 |
| 23.                                             | Games Are Over                                  | 5:53                                            |                                                 |                                                 |                                                 |                                                 |                                                 |                                                 |                                                 |
| 24.                                             | Evidence                                        | 1:39                                            |                                                 |                                                 |                                                 |                                                 |                                                 |                                                 |                                                 |
| 25.                                             | Unending Story / End Credits                    | 9:23                                            |                                                 |                                                 |                                                 |                                                 |                                                 |                                                 |                                                 |
| 26.                                             | First Victim (alternate version)                | 1:34                                            |                                                 |                                                 |                                                 |                                                 |                                                 |                                                 |                                                 |
| 74:34                                           |                                                 |                                                 |                                                 |                                                 |                                                 |                                                 |                                                 |                                                 |                                                 |

## Édition «expanded»
| Expanded Original Motion Picture Soundtrack - Disc one: The Film Score | Expanded Original Motion Picture Soundtrack - Disc one: The Film Score | Expanded Original Motion Picture Soundtrack - Disc one: The Film Score | Expanded Original Motion Picture Soundtrack - Disc one: The Film Score | Expanded Original Motion Picture Soundtrack - Disc one: The Film Score | Expanded Original Motion Picture Soundtrack - Disc one: The Film Score | Expanded Original Motion Picture Soundtrack - Disc one: The Film Score | Expanded Original Motion Picture Soundtrack - Disc one: The Film Score | Expanded Original Motion Picture Soundtrack - Disc one: The Film Score | Expanded Original Motion Picture Soundtrack - Disc one: The Film Score |
| No                                                                     | Titre                                                                  | Durée                                                                  |                                                                        |                                                                        |                                                                        |                                                                        |                                                                        |                                                                        |                                                                        |
| ---------------------------------------------------------------------- | ---------------------------------------------------------------------- | ---------------------------------------------------------------------- | ---------------------------------------------------------------------- | ---------------------------------------------------------------------- | ---------------------------------------------------------------------- | ---------------------------------------------------------------------- | ---------------------------------------------------------------------- | ---------------------------------------------------------------------- | ---------------------------------------------------------------------- |
| 1.                                                                     | Main Title / The First Victim                                          | 3:45                                                                   |                                                                        |                                                                        |                                                                        |                                                                        |                                                                        |                                                                        |                                                                        |
| 2.                                                                     | Catherine and Roxy                                                     | 5:17                                                                   |                                                                        |                                                                        |                                                                        |                                                                        |                                                                        |                                                                        |                                                                        |
| 3.                                                                     | Shadows / Profile                                                      | 1:30                                                                   |                                                                        |                                                                        |                                                                        |                                                                        |                                                                        |                                                                        |                                                                        |
| 4.                                                                     | I Don't Smoke                                                          | 2:48                                                                   |                                                                        |                                                                        |                                                                        |                                                                        |                                                                        |                                                                        |                                                                        |
| 5.                                                                     | Crossed Legs                                                           | 4:53                                                                   |                                                                        |                                                                        |                                                                        |                                                                        |                                                                        |                                                                        |                                                                        |
| 6.                                                                     | Beth and Nick                                                          | 2:24                                                                   |                                                                        |                                                                        |                                                                        |                                                                        |                                                                        |                                                                        |                                                                        |
| 7.                                                                     | Night Life                                                             | 6:04                                                                   |                                                                        |                                                                        |                                                                        |                                                                        |                                                                        |                                                                        |                                                                        |
| 8.                                                                     | Home Visit                                                             | 1:12                                                                   |                                                                        |                                                                        |                                                                        |                                                                        |                                                                        |                                                                        |                                                                        |
| 9.                                                                     | Your Wife Knew                                                         | 1:48                                                                   |                                                                        |                                                                        |                                                                        |                                                                        |                                                                        |                                                                        |                                                                        |
| 10.                                                                    | What's Between You?                                                    | 0:55                                                                   |                                                                        |                                                                        |                                                                        |                                                                        |                                                                        |                                                                        |                                                                        |
| 11.                                                                    | One Shot                                                               | 1:28                                                                   |                                                                        |                                                                        |                                                                        |                                                                        |                                                                        |                                                                        |                                                                        |
| 12.                                                                    | Kitchen Help                                                           | 4:02                                                                   |                                                                        |                                                                        |                                                                        |                                                                        |                                                                        |                                                                        |                                                                        |
| 13.                                                                    | Pillow Talk                                                            | 5:04                                                                   |                                                                        |                                                                        |                                                                        |                                                                        |                                                                        |                                                                        |                                                                        |
| 14.                                                                    | Morning After                                                          | 2:32                                                                   |                                                                        |                                                                        |                                                                        |                                                                        |                                                                        |                                                                        |                                                                        |
| 15.                                                                    | Roxy Loses                                                             | 3:39                                                                   |                                                                        |                                                                        |                                                                        |                                                                        |                                                                        |                                                                        |                                                                        |
| 16.                                                                    | Catherine's Sorrow                                                     | 2:44                                                                   |                                                                        |                                                                        |                                                                        |                                                                        |                                                                        |                                                                        |                                                                        |
| 17.                                                                    | Wrong Name                                                             | 2:24                                                                   |                                                                        |                                                                        |                                                                        |                                                                        |                                                                        |                                                                        |                                                                        |
| 18.                                                                    | She's Really Sick                                                      | 1:33                                                                   |                                                                        |                                                                        |                                                                        |                                                                        |                                                                        |                                                                        |                                                                        |
| 19.                                                                    | It Won't Sell                                                          | 1:06                                                                   |                                                                        |                                                                        |                                                                        |                                                                        |                                                                        |                                                                        |                                                                        |
| 20.                                                                    | The Games Are Over                                                     | 5:53                                                                   |                                                                        |                                                                        |                                                                        |                                                                        |                                                                        |                                                                        |                                                                        |
| 21.                                                                    | Evidence                                                               | 1:44                                                                   |                                                                        |                                                                        |                                                                        |                                                                        |                                                                        |                                                                        |                                                                        |
| 22.                                                                    | An Unending Story / End Titles                                         | 9:08                                                                   |                                                                        |                                                                        |                                                                        |                                                                        |                                                                        |                                                                        |                                                                        |
| 71:59                                                                  |                                                                        |                                                                        |                                                                        |                                                                        |                                                                        |                                                                        |                                                                        |                                                                        |                                                                        |

| Expanded Original Motion Picture Soundtrack - Disc two: The 1992 Soundtrack Album | Expanded Original Motion Picture Soundtrack - Disc two: The 1992 Soundtrack Album | Expanded Original Motion Picture Soundtrack - Disc two: The 1992 Soundtrack Album | Expanded Original Motion Picture Soundtrack - Disc two: The 1992 Soundtrack Album | Expanded Original Motion Picture Soundtrack - Disc two: The 1992 Soundtrack Album | Expanded Original Motion Picture Soundtrack - Disc two: The 1992 Soundtrack Album | Expanded Original Motion Picture Soundtrack - Disc two: The 1992 Soundtrack Album | Expanded Original Motion Picture Soundtrack - Disc two: The 1992 Soundtrack Album | Expanded Original Motion Picture Soundtrack - Disc two: The 1992 Soundtrack Album | Expanded Original Motion Picture Soundtrack - Disc two: The 1992 Soundtrack Album |
| No                                                                                | Titre                                                                             | Durée                                                                             |                                                                                   |                                                                                   |                                                                                   |                                                                                   |                                                                                   |                                                                                   |                                                                                   |
| --------------------------------------------------------------------------------- | --------------------------------------------------------------------------------- | --------------------------------------------------------------------------------- | --------------------------------------------------------------------------------- | --------------------------------------------------------------------------------- | --------------------------------------------------------------------------------- | --------------------------------------------------------------------------------- | --------------------------------------------------------------------------------- | --------------------------------------------------------------------------------- | --------------------------------------------------------------------------------- |
| 1.                                                                                | Main Title (Theme from Basic Instinct)                                            | 2:15                                                                              |                                                                                   |                                                                                   |                                                                                   |                                                                                   |                                                                                   |                                                                                   |                                                                                   |
| 2.                                                                                | Crossed Legs                                                                      | 4:53                                                                              |                                                                                   |                                                                                   |                                                                                   |                                                                                   |                                                                                   |                                                                                   |                                                                                   |
| 3.                                                                                | Night Life                                                                        | 6:04                                                                              |                                                                                   |                                                                                   |                                                                                   |                                                                                   |                                                                                   |                                                                                   |                                                                                   |
| 4.                                                                                | Kitchen Help                                                                      | 3:59                                                                              |                                                                                   |                                                                                   |                                                                                   |                                                                                   |                                                                                   |                                                                                   |                                                                                   |
| 5.                                                                                | Pillow Talk                                                                       | 5:01                                                                              |                                                                                   |                                                                                   |                                                                                   |                                                                                   |                                                                                   |                                                                                   |                                                                                   |
| 6.                                                                                | Morning After                                                                     | 2:31                                                                              |                                                                                   |                                                                                   |                                                                                   |                                                                                   |                                                                                   |                                                                                   |                                                                                   |
| 7.                                                                                | The Games Are Over                                                                | 5:39                                                                              |                                                                                   |                                                                                   |                                                                                   |                                                                                   |                                                                                   |                                                                                   |                                                                                   |
| 8.                                                                                | Catherine's Sorrow                                                                | 2:43                                                                              |                                                                                   |                                                                                   |                                                                                   |                                                                                   |                                                                                   |                                                                                   |                                                                                   |
| 9.                                                                                | Roxy Loses                                                                        | 3:18                                                                              |                                                                                   |                                                                                   |                                                                                   |                                                                                   |                                                                                   |                                                                                   |                                                                                   |
| 10.                                                                               | An Unending Story                                                                 | 7:58                                                                              |                                                                                   |                                                                                   |                                                                                   |                                                                                   |                                                                                   |                                                                                   |                                                                                   |
|                                                                                   | Bonus Tracks                                                                      |                                                                                   |                                                                                   |                                                                                   |                                                                                   |                                                                                   |                                                                                   |                                                                                   |                                                                                   |
| 11.                                                                               | The First Victim (R rated alternate)                                              | 1:37                                                                              |                                                                                   |                                                                                   |                                                                                   |                                                                                   |                                                                                   |                                                                                   |                                                                                   |
| 12.                                                                               | Beth and Nick (R rated alternate)                                                 | 2:13                                                                              |                                                                                   |                                                                                   |                                                                                   |                                                                                   |                                                                                   |                                                                                   |                                                                                   |
| 13.                                                                               | Pillow Talk (R rated alternate)                                                   | 4:51                                                                              |                                                                                   |                                                                                   |                                                                                   |                                                                                   |                                                                                   |                                                                                   |                                                                                   |
| 14.                                                                               | That's Real Music                                                                 | 0:27                                                                              |                                                                                   |                                                                                   |                                                                                   |                                                                                   |                                                                                   |                                                                                   |                                                                                   |
| 53:34                                                                             |                                                                                   |                                                                                   |                                                                                   |                                                                                   |                                                                                   |                                                                                   |                                                                                   |                                                                                   |                                                                                   |